# Alien 8
Alien 8 est un jeu vidéo d’action-aventure développé par Tim et Chris Stamper et publié en 1985 par Ultimate Play the Game sur ZX Spectrum, BBC Micro, Amstrad CPC et MSX. C’est un successeur spirituel de Knight Lore, un jeu d’aventure publié en 1984 et salué par les critiques pour ses graphismes en 2D isométrique. Le joueur y incarne un robot, Alien 8, dont le travail est de s’assurer que les passagers cryogénisés d’un vaisseau spatial restent viables pendant toute la durée du voyage. Le scénario du jeu a été écrit par Chris Stamper, les graphismes ayant été réalisé par Tim Stamper. Le jeu utilise la même technique de masquage d’image que Knight Lore, technique sous copyright d’Ultimate Play The Game — baptisé Filmation engine — permettant de créer des structures composites à partir d’images superposées. Comme son prédécesseur, le jeu est rendu par projection isométrique. À sa sortie, le jeu est unanimement salué par la presse spécialisée, les critiques mettant en avant ses graphismes et ses innovations mais regrettant néanmoins qu’il soit très similaire à Knight Lore,.